# Hossam Hassan
Hossam Hassan (àrab: حسام حسن)  (Helwan, 10 d'agost de 1966) fou un futbolista egipci de la dècada de 1990.
Fou internacional amb la selecció d'Egipte amb la qual participà en la Copa del Món de futbol de 1990.
Pel que fa a clubs, destacà a Al Ahly, PAOK, Neuchâtel Xamax i Zamalek SC.
El seu germà bessó Ibrahim també fou futbolista professional.

## Trajectòria com a entrenador
- 2008 Al-Masry
- 2009 Telecom Egypt
- 2009–2011 Zamalek
- 2011 Ismaily SC
- 2012 Al-Masry
- 2013 Misr El-Makasa
- 2013–2014  Jordània
- 2014 Zamalek
- 2014–2015 Al-Ittihad Alexandria
- 2015–2018 Al-Masry
- 2018–2019 Pyramids
- 2019– Smouha SC